# Ґордон Лайтфут
Ґордон Лайтфут, CC, OOnt (17 листопада 1938, Орілья, Онтаріо — 1 травня 2023, Торонто) — канадський фолк- та кантрі-співак і автор пісень. Канадець став відомим у Європі з 1970 року після виходу пісні «If You Could Read My Mind».

## Життєпис
Лайтфут, який уже випустив кілька сольних записів у 1960-х, спочатку був більш успішним як автор пісень (для Джорджа Гамільтона IV чи Пітера, Пола та Мері, серед інших). Елвіс Преслі також неодноразово виконував кавери на пісні Лайтфута, такі як «That's What You Get for Lovin' Me» або «Early Mornin' Rain». Останню пісню також записали Боб Ділан і Пол Веллер. Його першим міжнародним хітом став «If You Could Read My Mind» у 1970 році. Цей твір також зробив його відомим ширшій аудиторії в Європі, але лише в 1972 році через інструментальну версію шведської групи The Spotnicks.
У своєму висвітленні літніх Олімпійських ігор 1972 року телевізійна служба супроводжувала представлення кандидаток у конкурсі глядачів на найгарнішу спортсменку композицією Лайтфута «If You Could Read My Mind». У 2006 році пісня знову привернула увагу в дуже душевній інтерпретації Джонні Кеша, який записав її для свого останнього компакт-диска «American V: A Hundred Highways» незадовго до своєї смерті.
У 1970-х Лайтфут став популярний своїм характерним фолковим звучанням, з переважанням акустичної гітари та басу, включаюи інші інструменти, такі як електрогітара та барабани. У 1974 році його композиція «Sundown» (синґл і альбом) стала хітом номер один у США. Його останнім великим успіхом у хіт-параді 1976 року була «The Wreck of the Edmund Fitzgerald», балада про корабельну аварію на Великих озерах.
З 1980-х років Лайтфут, залишаючись активним на сцені та в записах, не фігурує в американських Топ-50. Через проблеми зі здоров'ям (аневризму черевної аорти) в 2002/2003 роках він зробив перерву в творчості.
У 2004 році він зміг представити новий альбом «Harmony» і у липні 2005 року виступив в рамках концерту Canadian Live 8.
У 1986 році Ґордон Лайтфут був інтродукований до Канадської музичної зали слави. Вдячне слово з цієї нагоди виголосив Боб Ділан.
У 2003 році Вінсент Ґалло використав пісню «Beautiful» як саундтрек до свого американо-японсько-французького незалежного есе-фільму «Коричневий кролик».
У лютому 2010 року канадські ЗМІ повідомили про смерть Лайтфута, але Лайтфут сам виправив помилку, передзвонивши прямо на радіостанцію.
В 2020 році на студії Grant Avenue в Гамільтоні, Онтаріо він записав свій альбом «Solo» .

## Популярність
Мешканці Орільї, батьківщини Лайтфута, спорудили статую Лайтфута в оточені кленового листя, яка прикрашає один з парків над озером Кучічінґ, а також погруддя співака встановлене на перехресті в містечку.

## Дискографія
- Lightfoot! (1966)
- The Way I Feel (1967)
- Did She Mention My Name? (1968)
- Back Here on Earth (1968)
- Sunday Concert (1969)
- Sit Down Young Stranger (також If You Could Read My Mind) (1970)
- Summer Side of Life (1971)
- Don Quixote (1972)
- Old Dan's Records (1972)
- Sundown (1974)
- Cold on the Shoulder (1975)
- Summertime Dream (1976)
- Endless Wire (1978)
- Dream Street Rose (1980)
- Shadows (1982)
- Salute (1983)
- East of Midnight (1986)
- Waiting for You (1993)
- A Painter Passing Through (1998)
- Harmony (2004)
- Solo (2020)

Більше альбомів
- Two Tones at the Village Corner, 1962 (разом з Террі Веланом)
- Canadian Talent Library: Folk Songs, 1964 (6 із 18 пісень виконані Ґордоном Лайтфутом)
- Early Lightfoot, 1971
- Early Morning Rain, 1976
- Gord's Gold Volume 2, 1988
- All Live, 2012 (наживо від 1998 до 2001 з зали Massey Hall[23])

### Відеоальбоми
- 2011: Live in Reno

## Фільмографія
- 1982: Harry Tracy — The Last of the Wild Bunch

## Вебпосилання
- Gordon Lightfoot! [Архівовано 27 січня 2022 у Wayback Machine.]
- Бібліографія. Ґордон Лайтфут // Німецька національна бібліотека